# Tizapa, Puebla
Tizapa är en ort i Mexiko.   Den ligger i kommunen Chichiquila och delstaten Puebla, i den sydöstra delen av landet, 220 km öster om huvudstaden Mexico City. Tizapa ligger 1 941 meter över havet och antalet invånare är 725.
Terrängen runt Tizapa är lite bergig, och sluttar österut. Runt Tizapa är det ganska glesbefolkat, med 36 invånare per kvadratkilometer. Närmaste större samhälle är Huatusco de Chicuellar, 11,5 km öster om Tizapa. I omgivningarna runt Tizapa växer huvudsakligen savannskog.